# Митківська сільська рада (Заставнівський район)
Ми́тківська сільська́ ра́да — адміністративно-територіальна одиниця та орган місцевого самоврядування в Заставнівському районі Чернівецької області. Адміністративний центр — село Митків.

## Загальні відомості
- Населення ради: 349 осіб (станом на 2001 рік)

## Населені пункти
Сільській раді підпорядковані населені пункти:
- с. Митків

## Склад ради
Рада складається з 12 депутатів та голови.
- Голова ради: Козак Іван Георгійович
- Секретар ради: Бунчак Ганна Констянтинівна

### Керівний склад попередніх скликань
| Прізвище, ім'я, по батькові | Основні відомості                                                 | Дата обрання | Дата звільнення |
| --------------------------- | ----------------------------------------------------------------- | ------------ | --------------- |
| Лесь Михайло Миколайович    | Сільський голова, 1948 року народження, безпартійний              | 26.03.2006   | 31.10.2010      |
| Козак Іван Георгійович      | Сільський голова, 1967 року народження, освіта вища, безпартійний | 31.10.2010   |                 |

Примітка: таблиця складена за даними сайту Верховної Ради України

### Депутати
За результатами місцевих виборів 2010 року депутатами ради стали:

#### За суб'єктами висування
| Суб'єкт висування            | Кількість обраних депутатів | %    |
| ---------------------------- | --------------------------- | ---- |
| Самовисування                | 8                           | 66,7 |
| Соціалістична партія України | 4                           | 33,3 |

#### За округами
| № округу                     | Прізвище, ім'я, по батькові       | Дата визнання обраним | Освіта             | Партійна приналежність | Відомості про обраного депутата                                           |
| ---------------------------- | --------------------------------- | --------------------- | ------------------ | ---------------------- | ------------------------------------------------------------------------- |
| Соціалістична партія України |                                   |                       |                    |                        |                                                                           |
| 1                            | Бучинська Василина Василівна      | 02.11.2010            | середня            | позапартійна           | пенсіонер                                                                 |
| 3                            | Бурик Василина Михайлівна         | 02.11.2010            | середня            | позапартійна           | пенсіонер                                                                 |
| 5                            | Іванова Марія Ілларіонівна        | 02.11.2010            | середня спеціальна | позапартійна           | Пересувне відділення зв'язку ЦОС № 5, поштарка                            |
| 7                            | Прокопець Наталія Василівна       | 02.11.2010            | середня            | позапартійна           | Лікарня швидкої медичної допомоги м. Чернівці, молодша медсестра          |
| Самовисування                |                                   |                       |                    |                        |                                                                           |
| 2                            | Лисенко Сергій Миколайович        | 09.01.2011            | середня            | позапартійний          | пенсіонер                                                                 |
| 4                            | Рошко Мар'яна Василівна           | 20.03.2011            | середня            | позапартійна           | Водопровідна мережа водогону «Дністер-Чернівці», обліковець водної мережі |
| 6                            | Юзефович Андрій Манолійович       | 09.01.2011            | середня            | позапартійний          | тимчасово не працює                                                       |
| 8                            | Бунчак Ганна Констянтинівна       | 02.11.2010            | середня спеціальна | позапартійна           | пенсіонер                                                                 |
| 9                            | Михальський Ярослав Броніславович | 02.11.2010            | середня спеціальна | позапартійний          | Будинок культури с. Митків, завідувач                                     |
| 10                           | Козак Ганна Пантелеївна           | 02.11.2010            | середня спеціальна | позапартійна           | пенсіонер                                                                 |
| 11                           | Павленко Ганна Георгіївна         | 02.11.2010            | середня спеціальна | позапартійна           | тимчасово не працює                                                       |
| 12                           | Полянчук Дмитро Михайлович        | 02.11.2010            | середня            | позапартійний          | пенсіонер                                                                 |

## Населення
За переписом населення України 2001 року в сільській раді мешкало 349 осіб.

### Мова
Розподіл населення за рідною мовою за даними перепису 2001 року:
| Мова       | Відсоток |
| ---------- | -------- |
| українська | 97,42 %  |
| російська  | 2,29 %   |
| молдовська | 0,29 %   |